# Abbaye de Casamari
L'abbaye de Casamari est un monastère de moines cisterciens sis à Veroli, en Italie. Un monastère bénédictin fondé en 1053 passe à l'ordre cistercien au siècle suivant. Les bâtiments actuels de style gothique cistercien, datent de cette époque. Malgré crises et vicissitudes qui jalonnent son histoire, l'abbaye est restée vivante et a essaimé, particulièrement en Éthiopie. Depuis 1929, l'abbaye est le siège de la congrégation de Casamari regroupant quelque deux cents moines dans une douzaine d'abbayes de l'ordre cistercien.

## Toponymie
Comme de très nombreuses abbayes cisterciennes, Casamari est dédiée à la Vierge. Cela se retrouve dans son nom : « Casa Marii », « Maison de Marie », transformé au cours du temps en Casamari.

## Histoire

### Le site antique
L'abbaye fut fondée sur un ancien municipe romain nommé Cereatae Marianae (dédié à la déesse Cérès). Durant les siècles de décadence de l'Empire romain, Cereatae fut en proie à une crise économique et sociale, due à la chute de l'Empire et aux invasions barbares.

### Les bénédictins
En 1035, des moines bénédictins sont établis dans ce site et construisent une première abbaye. Ils édifient pour commencer un monastère avec une église de taille modeste, monastère qui est ensuite agrandi par l'abbé Giovanni dans la moitié du XIe siècle.

### Les difficultés et l'arrivée des cisterciens

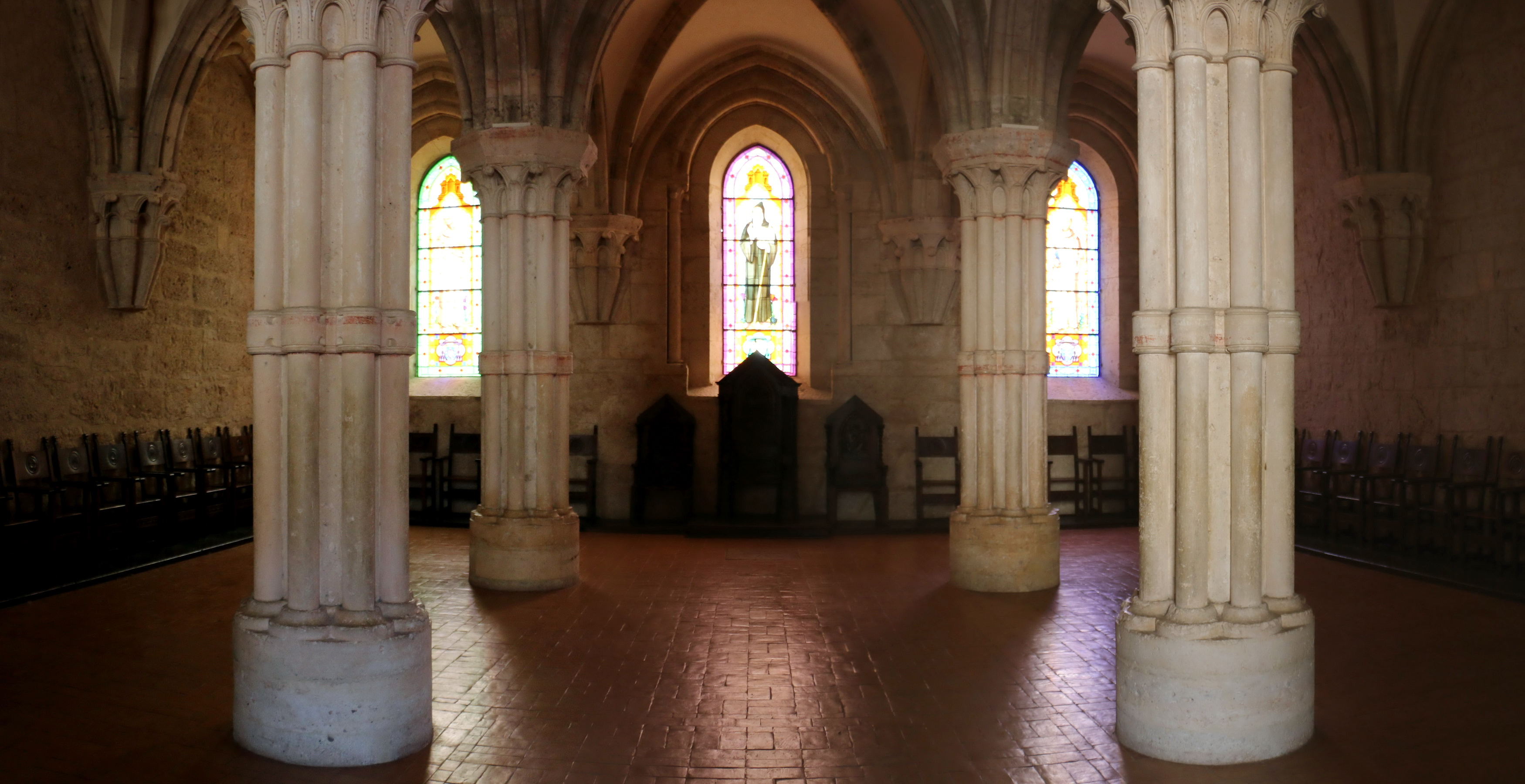
La salle capitulaire de l'abbaye.

Durant le schisme d'Anaclet II, Bernard de Clairvaux plaide pour un rattachement de Casamari à l'ordre cistercien, alors plus proche des idéaux évangéliques. Le pape Innocent II approuve ce changement.
Le développement de l'abbaye est attesté par les nombreuses donations et les achats de chapelles. En effet celles-ci assuraient une vaste action pastorale parmi le peuple et étaient importantes sur les plans social et politique. Le prestige de l'abbaye est en effet important, et des princes siciliens font appel à ses moines pour créer des établissements affiliés à Clairvaux, notamment en Calabre, puis en Sicile. En compensation, ils effectuent de généreuses donations à Casamari.

### Les crises
Au début du XVe siècle, l'abbaye est pillée par Ladislas d'Anjou, puis, en 1417, à nouveau par Giacomo Attendolo, qui endommage l'aile occidentale de l'édifice. Surtout, en 1430, l'abbaye passe sous le régime de la commende, qui ruine peu à peu l'établissement. En 1623, les religieux ne sont plus que huit ; face à cette dégénérescence, la réforme trappiste est introduite à l'abbaye.
Le 13 mai 1799, l'abbaye est investie par des soldats français qui se livrent au pillage et tuent six religieux, appelés plus tard les martyrs de Casamari, qui tentent de défendre le saint Sacrement,. Ils sont béatifiés le 17 avril 2021 par le cardinal Marcello Semeraro. En 1811, l'abbaye est fermée par les troupes napoléoniennes.

### Le renouveau
En 1929, les moines cisterciens reviennent à l'abbaye. En 1930, Pie XI leur propose de rétablir le monachisme occidental en Éthiopie.

## Architecture

### L'église abbatiale

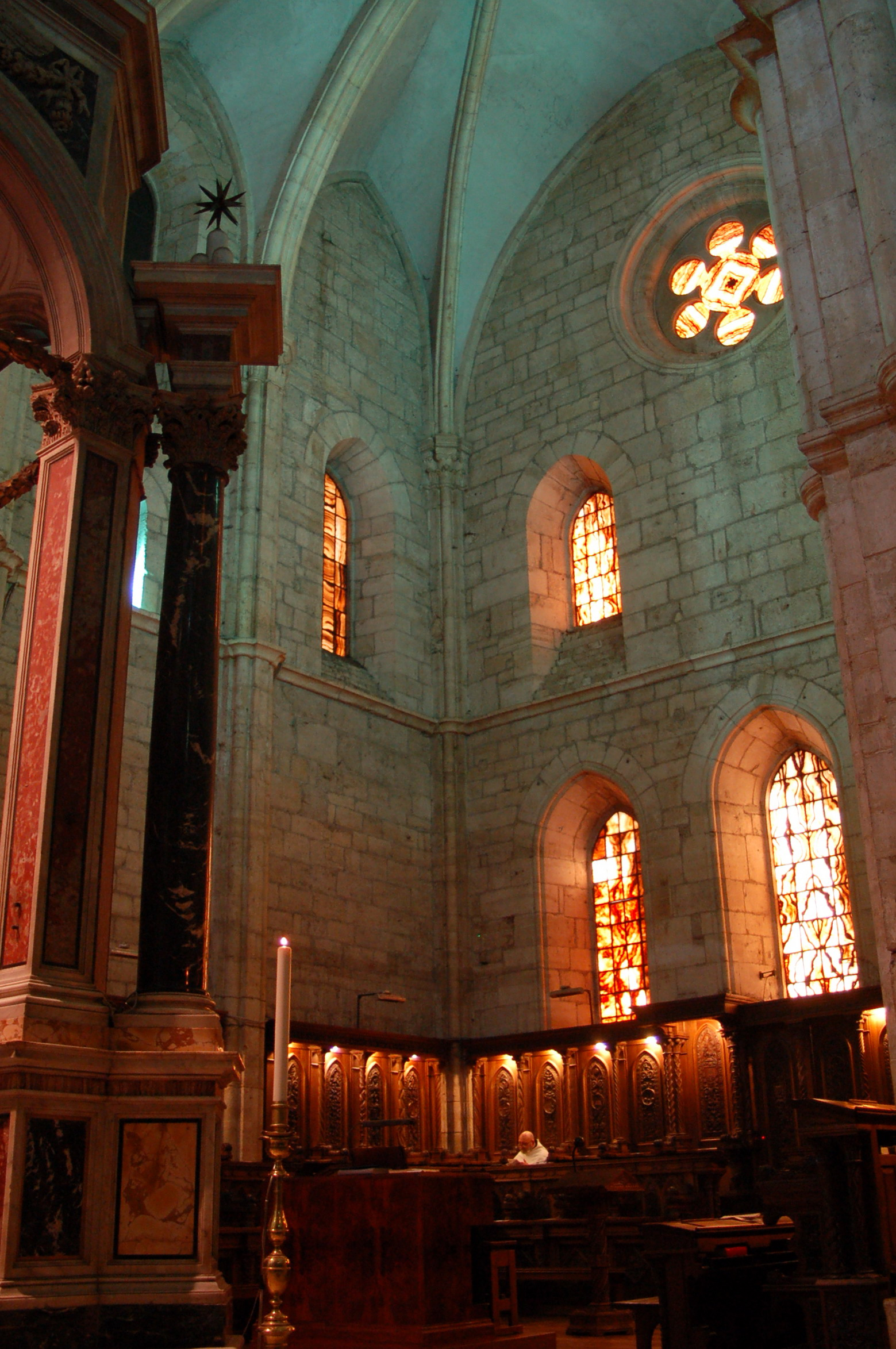
Le chœur de l'abbatiale, avec les stalles des moines. Un moine est en prière.

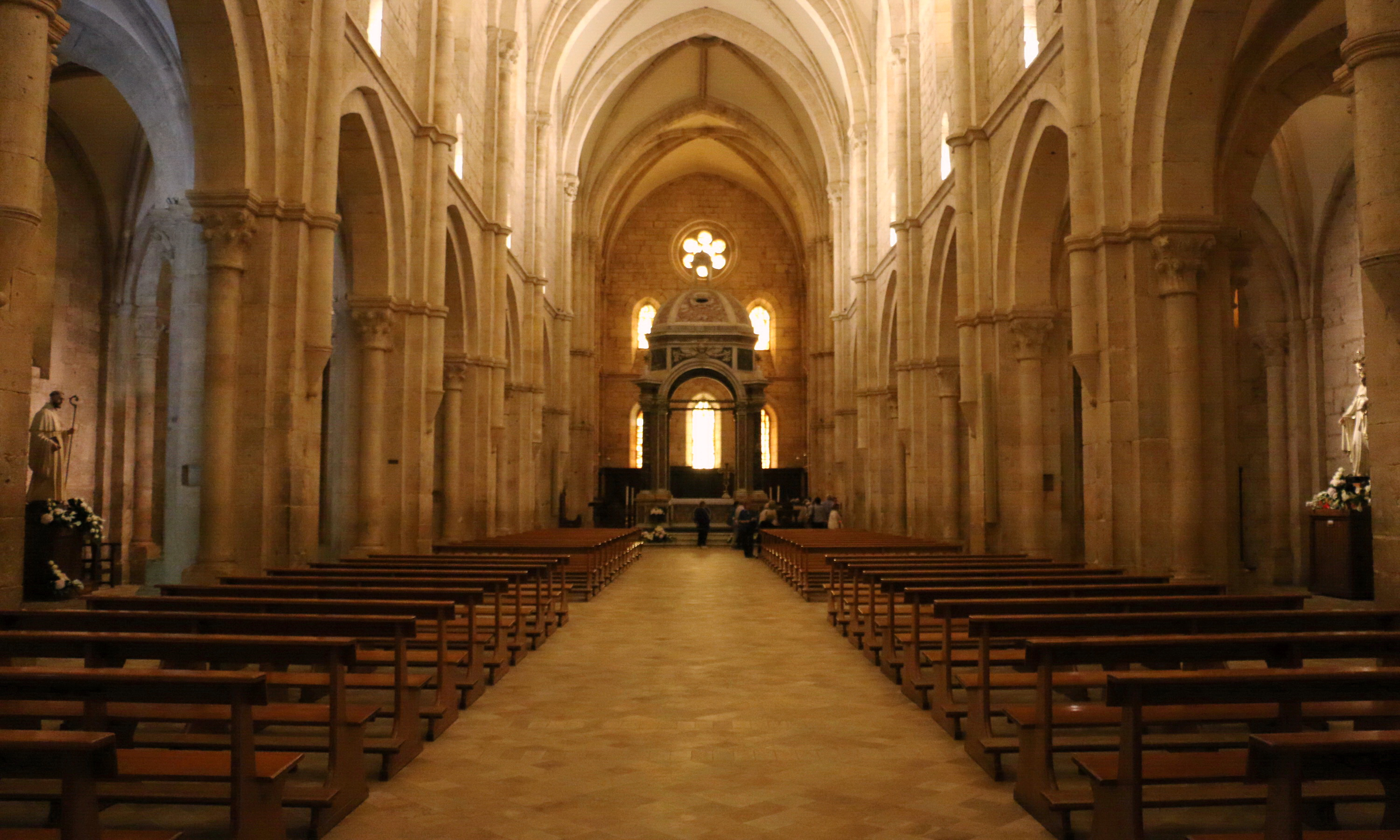
L'église abbatiale, vue de l'entrée vers le chœur.

Les architectes sont probablement les mêmes qu'à Fossanova (rebâtie entre 1186 et 1208). À Casamari, ils œuvrent en 1203 et 1217. Entre les deux chantiers, ils abandonnent la voûte d'arêtes pour la croisée d'ogives. Le plan de la nouvelle abbatiale respecte la nouvelle architecture cistercienne mise en place en Bourgogne (toujours visible à Fontenay aujourd'hui), toutefois moins fidèle au modèle bourguignon que Fossanova : chevet plat ; baies d'aération des combles des bas-côtés sous les fenêtres hautes de la nef (comme à Fountains) ; doublement des chapelles latérales donnant sur le transept (à l'est et à l'ouest des croisillons, comme à Byland) ; appui des ogives sur les angles du dosseret, comme à Noirlac. Dans le chœur est placé un volumineux baldaquin offert aux religieux par Clément XI, le même pape qui avait remplacé les cisterciens de commune observance par les trappistes.

### Le cloître
Les bâtiments conventuels sont disposés autour du cloître. L'abbaye est très bon exemple de l'architecture cistercienne car on y retrouve la pureté des lignes et la simplicité du plan.